# Rybolov vlečnými sítěmi

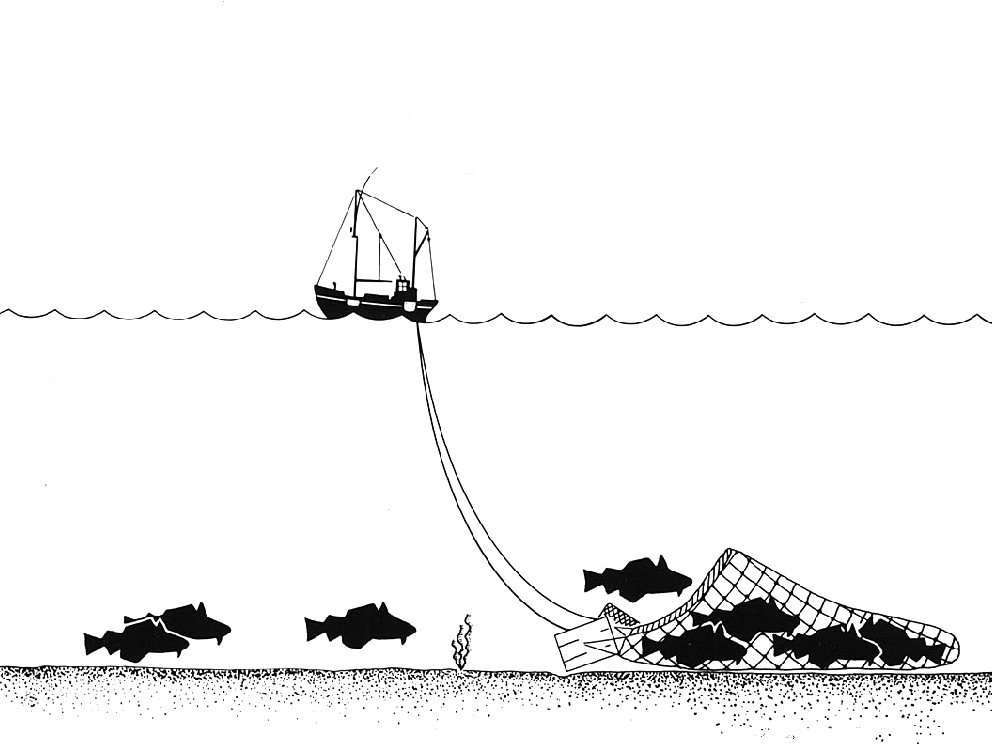
Diagram rybolovu vlečnými sítěmi při dně

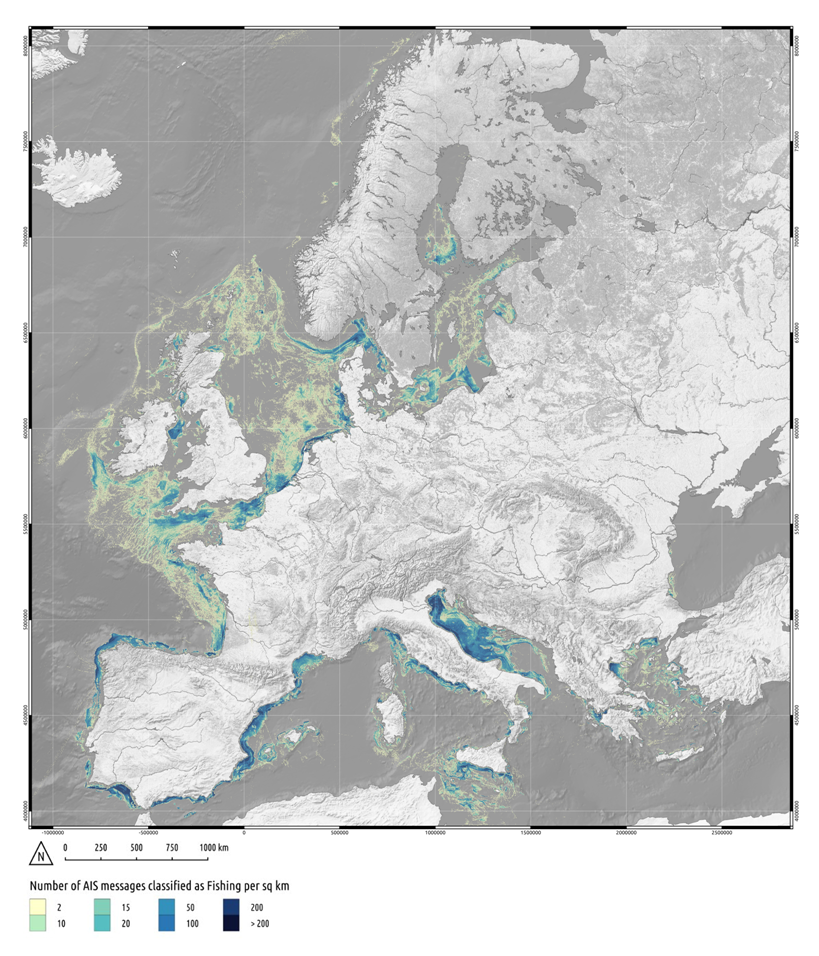
Intenzita rybolovu vlečnými sítěmi v evropských vodách od října 2014 do září 2015 získaná z AISu pro trawlery delší než 15 metrů

Rybolov vlečnými sítěmi či tralování je technika chytání ryb pomocí rybářských sítí, které jsou vlečeny za jednou či dvěma rybářskými trawlery. Dá se rozdělit na lov při dně a lov ve volné vodě; zejména lov při dně je kritizován pro negativní dopad na životní prostředí.

## Názvosloví
V anglickém jazyce se „vlečná síť“ nazývá trawl. Slovem trawling se pak označuje metoda rybolovu vlečnými sítěmi. Odtud český název tralování nebo pojmenování pro vlečnou síť, „tral“. 

## Typy tralů
Tralování by se dalo rozdělit na dvě základní techniky, a sice na lov při dně (bottom trawling) a lov ve volné vodě (též pelagické traly, midwater trawls). Lov při dně představuje tažení sítě po dně nebo v těsné blízkosti dna vodní plochy (nejčastěji moře nebo oceánu). Lov ve volné vodě znamená tralování v bentické zóně, čili nad povrchem mořského dna.

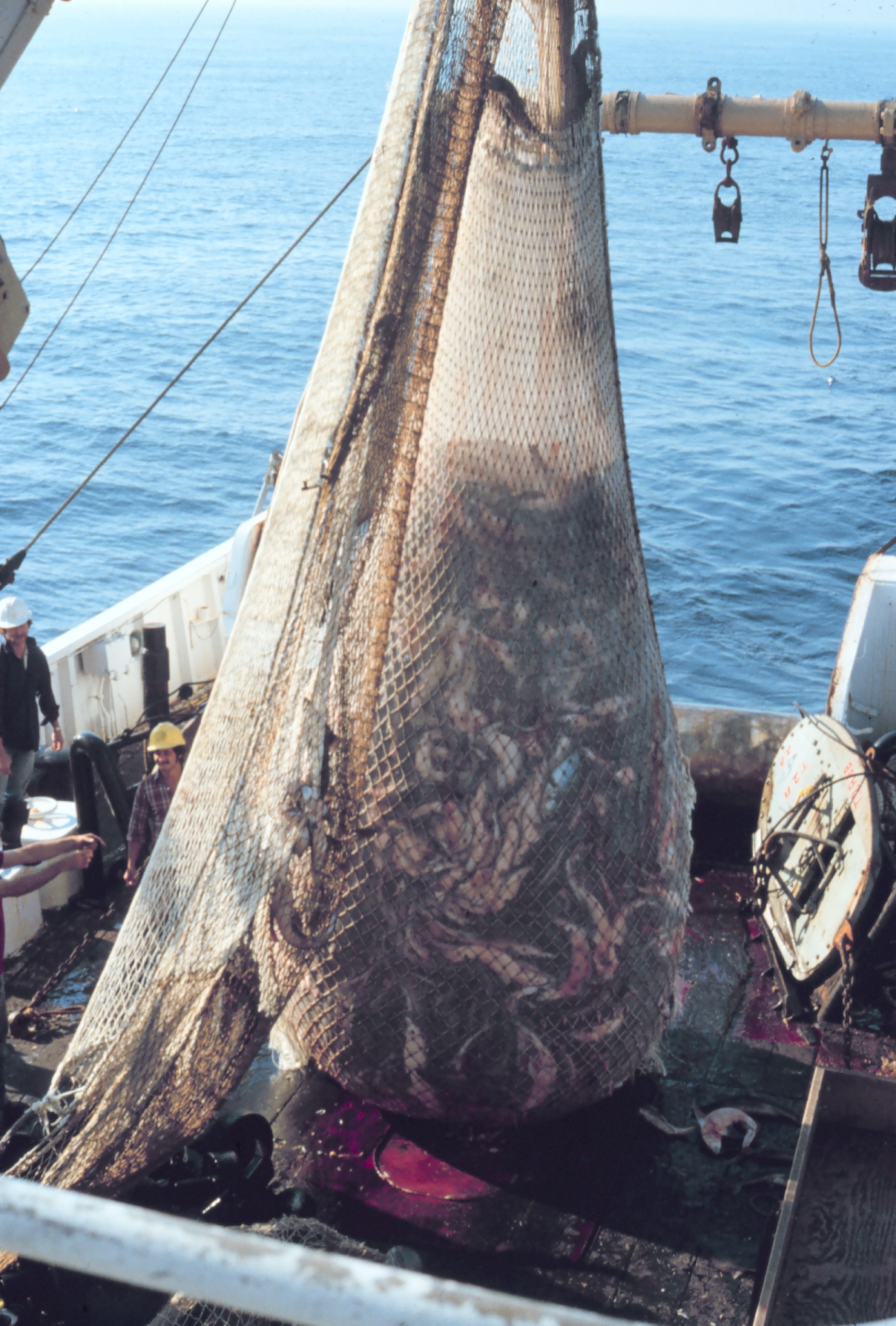
Tažná síť plná ryb

Další možností je rozdělení podle množství tažných lodí na jednolodní a dvoulodní tralování (pair trawling). Jednolodní tralování je časté u mořského rybolovu. Je výhodné v tom, že je potřeba pouze jednoho plavidla, nicméně vyžaduje použití rozpěrných desek, který udržují tažnou síť otevřenou pro náběr mořských živočichů. Tyto desky snižují tah lodi a tím zvyšují spotřebu paliva a nároky na motorový výkon lodi. Naproti tomu dvoulodní tralování vyžaduje menší výkon lodí, nicméně je potřeba dvou spolupracujících plavidel.

## Vliv na životní prostředí
Tralování má negativní vliv na životní prostředí, pročež je mnohými státy přísně regulováno. Environmentální organizace upozorňují zejména na dva problémy, a sice nedostatečnou selekci lovených živočichů a destrukci mořského dna při tažení těžkých sítí po mořském dně.
Tralování na mořském dně mé devastující účinky na korálové útesy a živočichy, kteří na nich žijí. Těžké tažné sítě totiž tyto křehké formy života doslova převálcují. Ryby žijící hluboko v oceánu se navíc vyznačují dlouhověkostí a pomalým růstem, takže obnova jejich populace trvá mnohem déle než u ryb žijících výše k hladině. Odhaduje se, že mezi lety 1950–2015 bylo pomocí tralování po mořském dně chyceno kolem 25 milionů tun ryb.
Při rybolovu tažnými sítěmi často dochází k vedlejším úlovkům, tzn. nechtěně chyceným živočichům, které nejsou v zájmu rybářů. Těmito živočichy mohou být buď juvenilní jedinci chytaných druhů, nebo úplně jiné druhy jako jsou žraloci, mořské želvy, delfíni nebo lachtani. Tito živočichové jsou buď usmrceni utopením (např. lachtani často nedokáží vydržet pod vodou déle než několik minut), umačkáni nebo zraněni.
Rybolov tažnými sítěmi ohrožuje i mořské ptáky, u nichž dochází ke smrti a zraněním při interakci s těžkou technikou rybářských lodí.